# Samoyède (chien)
Pour les articles homonymes, voir Samoyède.
 (juin 2016).
Si vous disposez d'ouvrages ou d'articles de référence ou si vous connaissez des sites web de qualité traitant du thème abordé ici, merci de compléter l'article en donnant les références utiles à sa vérifiabilité et en les liant à la section « Notes et références ».
Le samoyède (en cyrillique russe Самоедская собака, Samoïedskaïa Sobaka) est une race de chien originaire de la Russie européenne et de la Sibérie occidentale. Le samoyède se caractérise par son célèbre « sourire », sa queue flamboyante et son épaisse fourrure d'un blanc immaculé.

## Historique

### Origines

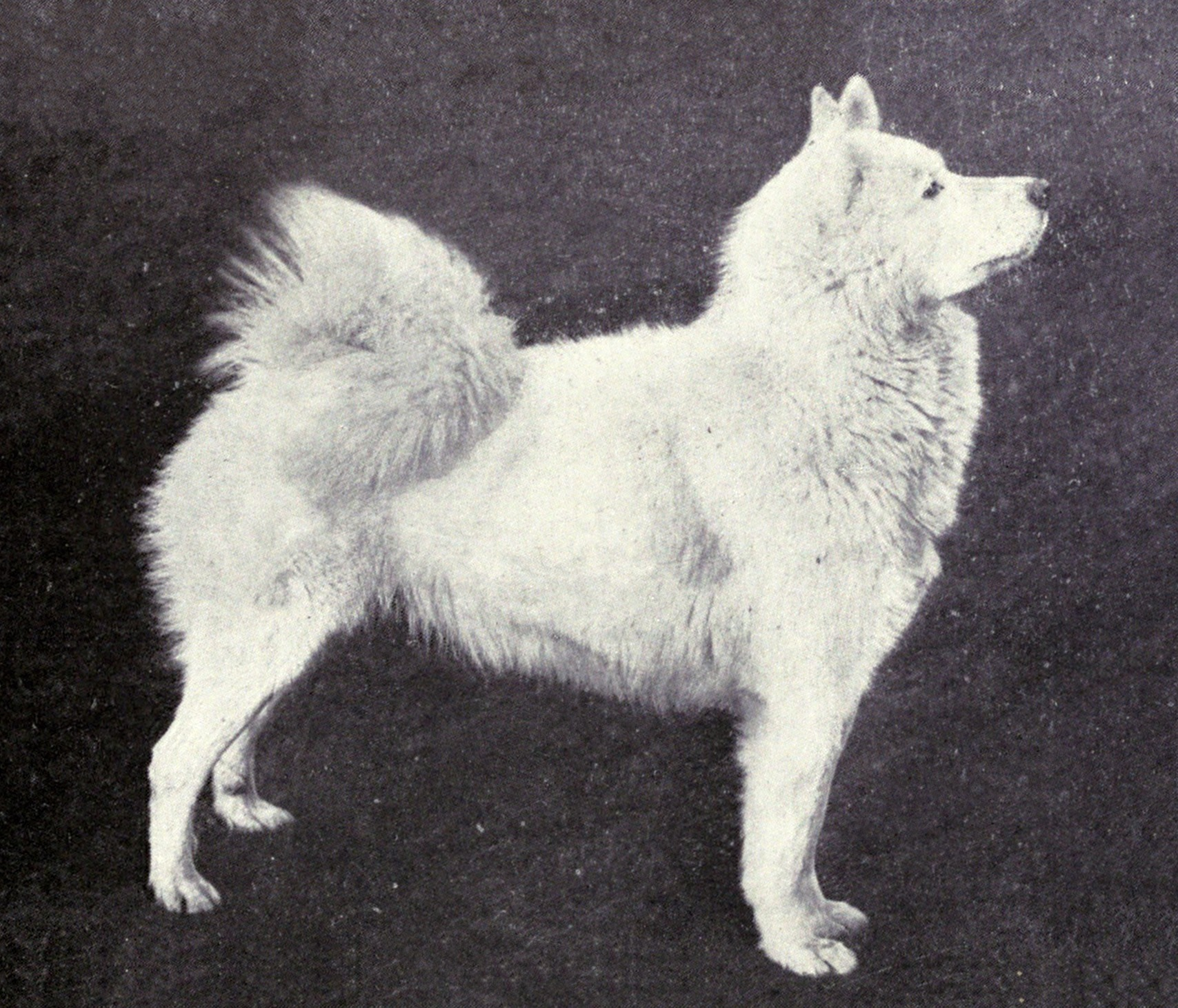
Un samoyède en 1915.

Les chiens samoyèdes auraient été développés par les groupes samoyèdes qui vivent dans le nord de la Russie européenne et en Sibérie du nord-ouest. Les Nénetses et les Nganassanes, traditionnellement éleveurs de rennes, comptent parmi les descendants de ces groupes autochtones. Ils utilisent ces chiens pour chasser ainsi que pour garder les troupeaux de rennes. Les chiens dorment même avec leurs maîtres en servant de source de chaleur et sont parfois considérés comme de véritables « nounours » pour les enfants.
Le zoologiste britannique Ernest Kilburn Scott passa trois mois avec des groupes samoyèdes en 1889. Il ramena avec lui en Angleterre un chiot mâle marron appelé Sabaka (« chien » en russe, собака). Plus tard, il importa une femelle couleur crème appelée Withey Petchora et un mâle blanc neige du nom de Musti.
Ces quelques chiens, et ceux ramenés par des explorateurs, forment la base de l'élevage du samoyède occidental. Le premier standard fut rédigé en Angleterre en 1909. Les chiens blancs constituaient une minorité parmi tous ceux-ci.
Employée lors des premières expéditions polaires, la race peut résister à des températures extrêmes.

### Types
À ses débuts, la race présente trois types bien distincts :
- un type « renard », plus petit, que les groupes samoyèdes auraient davantage utilisé pour la compagnie des enfants et que l'on écarta dès le début ;
- un type « ours », plus trapu, présentant néanmoins des aplombs souvent trop affaissés, utilisé à l'origine pour la chasse et qui eut cependant beaucoup de succès au Royaume-Uni pour sa belle tête et le « sourire » caractéristique de la race, ainsi que ses petites oreilles ;
- un type « loup », plus élancé et musclé, avec une ossature idéale pour le trait. Il eut beaucoup de succès aux États-Unis, même si on lui reprochait d'avoir des oreilles trop grandes.

Aujourd'hui, l'apparence des samoyèdes occidentaux s'est homogénéisée pour coller au standard de la race. On peut observer des caractéristiques différentes entre les différentes lignées. Ainsi, les lignées anglaises font plus penser à des ours, et les lignées américaines à des loups.

## Standard

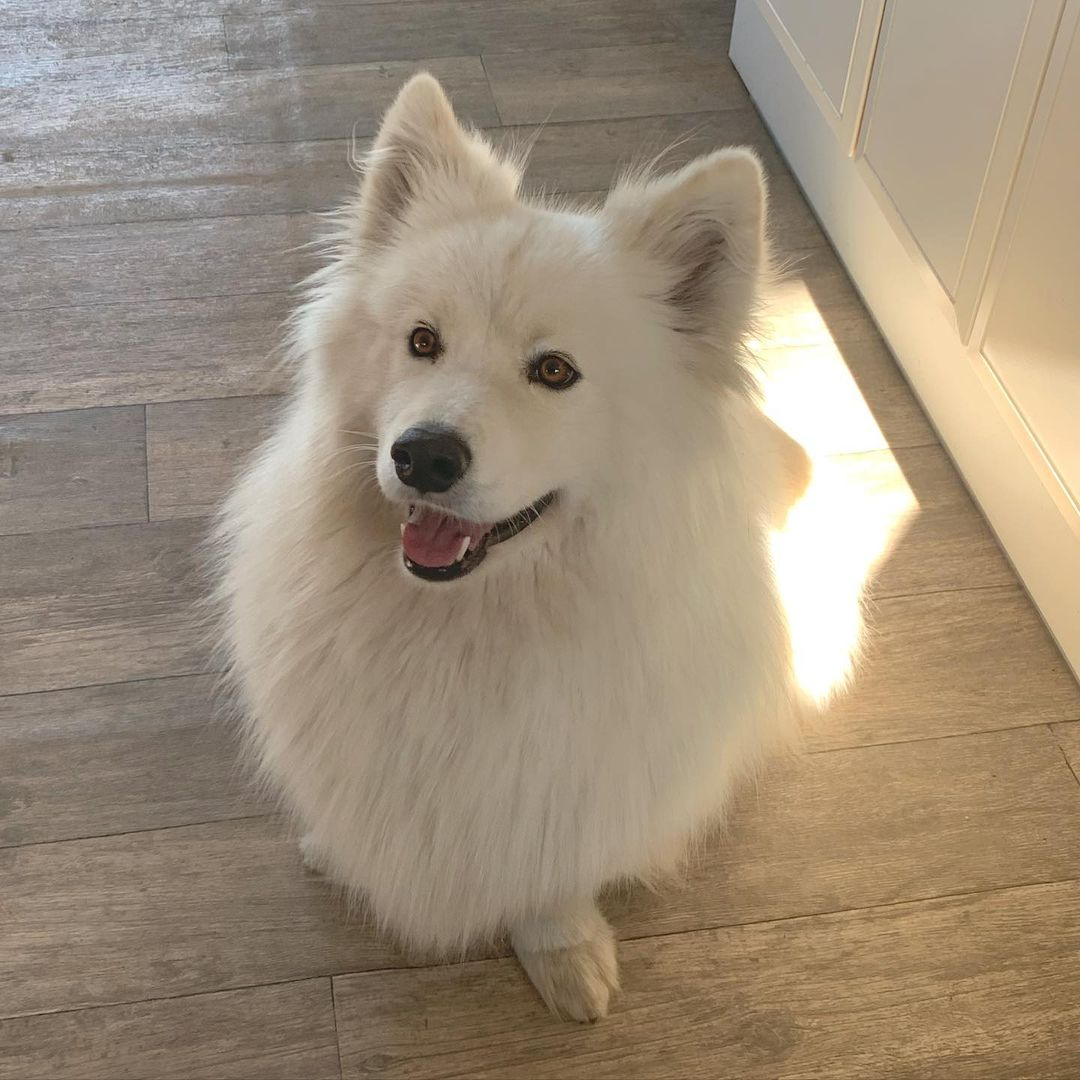
Samoyède.

Le samoyède est un spitz de l'Arctique de taille moyenne. En action, la queue est portée courbée vers l’avant, sur le dos ou sur le côté. Les yeux marron foncé en forme d'amande et la bouche légèrement retroussée viennent former le célèbre « sourire du samoyède ». Les muqueuses (lèvres, truffe et pourtour des yeux) doivent être noires. Les oreilles sont attachées en haut et sont de forme triangulaire, légèrement arrondies à l’extrémité.
Son « sourire » est typique de la race.
Le samoyède est un trotteur, musclé et d'allure énergique.
Le poil du samoyède est double, avec un sous-poil court, doux, dense et serré et des poils plus longs, droits et durs qui poussent à travers le sous-poil pour former le poil de couverture. Les seules couleurs de robe admises par le standard sont le blanc pur, crème, blanc et biscuit. Le tout est fourni, dense et souple et forme une collerette autour du cou et des épaules. Il existe des samoyèdes noirs, mais la couleur n'est pas reconnue.
La validation du standard par les organismes référents est faite le 22 juillet 1997.
En France, on recense 44 élevages de samoyèdes.

## Caractère
Le samoyède est d'un naturel vif, amical et enjoué. Il est attaché à l'homme et supporte mal la solitude. Son extrême sociabilité en fait un piètre chien de garde. 
C'est un chien de traîneau qui a besoin de se dépenser au quotidien. C'est également un chien qui a tendance à s'exprimer en aboyant, d'où son surnom « la pintade des neiges ». Contrairement aux autres nordiques, les samoyèdes restent joueurs jusqu'à un âge avancé.
Comme tous les chiens de type spitz, le samoyède a du caractère, bien que plus doux que certaines races, et nécessite une éducation cohérente, sans laxisme ni violences.
En effet, cette race de chien à la particularité de rester actif et joueur pendant plusieurs années et aime cohabiter avec d'autres chiens ou même animaux. Cependant, il peut être un chien prédateur lorsqu'il se retrouve avec des plus petits animaux. 

## Activités

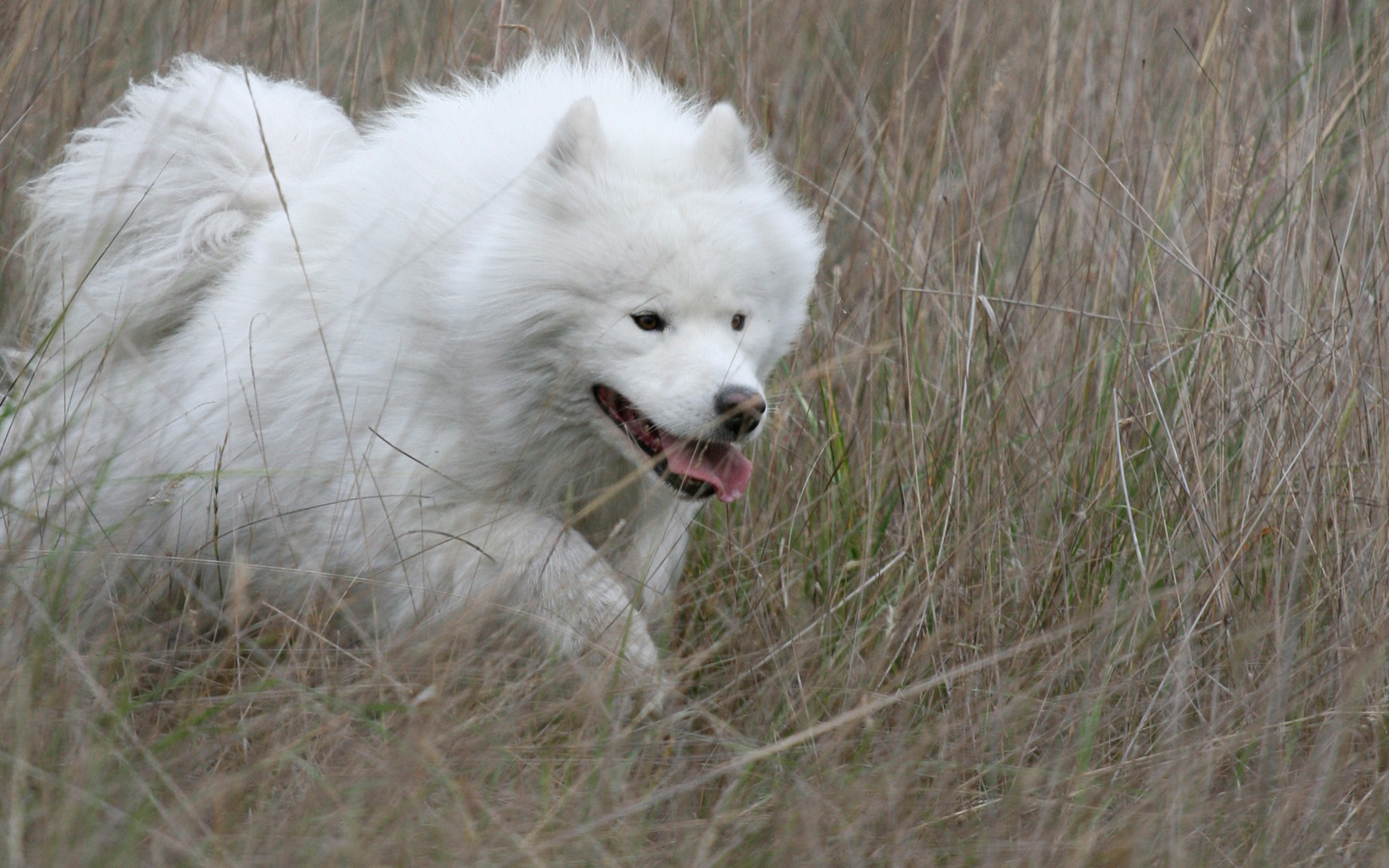
Un samoyède mâle courant.

Véritable athlète, très polyvalent, le samoyède montre des aptitudes aussi bien pour la garde de troupeau (à l'origine il gardait également les troupeaux de rennes), qu'aux différents sports de trait (traîneau, pulka, ski-joëring, kart, cani-VTT etc.). Il se révèle également très doué pour des disciplines comme l'agility, l'obé rythmée et la cani-randonnée.
En règle générale, le samoyède s'illustre dans les disciplines dynamiques, qui requièrent une part de mouvement. Il est moins à l'aise dans les disciplines qui attendent de lui des positions statiques comme l’obéissance ou les expositions canines.
Il est conseillé de ne pas faire tracter un samoyède avant l'âge de 15 mois afin d'éviter tous problèmes de croissance ostéo-articulaire. De même il faudra éviter qu'il coure et fasse des sauts de manière intensive avant cet âge-là.

## Soins et entretien

### Toilettage
La fourrure du samoyède bien qu'auto-nettoyante, nécessite un brossage régulier (environ deux fois par semaine).
En général, les samoyèdes muent deux fois par an, au printemps et en été. Les poils d'hiver tombent afin de laisser place à des poils plus lisses et plus fins pour l'été.
Les femelles stérilisées et les mâles présentent une fourrure plus fournie et n'ont plus d'aussi grosses mues. Certains propriétaires de samoyèdes font filer le sous-poil très duveteux et réalisent des mailles diverses avec celui-ci (écharpes, pulls, bonnets, gants...)[réf. nécessaire].

### Alimentation
Le caractère énergique du Samoyède implique une alimentation qui comble tout ses besoins. Qu'elle soit en ration ménagère "faite maison" ou en aliment complet industriel, veillez à ce qu'elle soit de qualité, notamment en omégas 3 et 6 pour garantir un beau pelage et des articulations solides.

### Santé

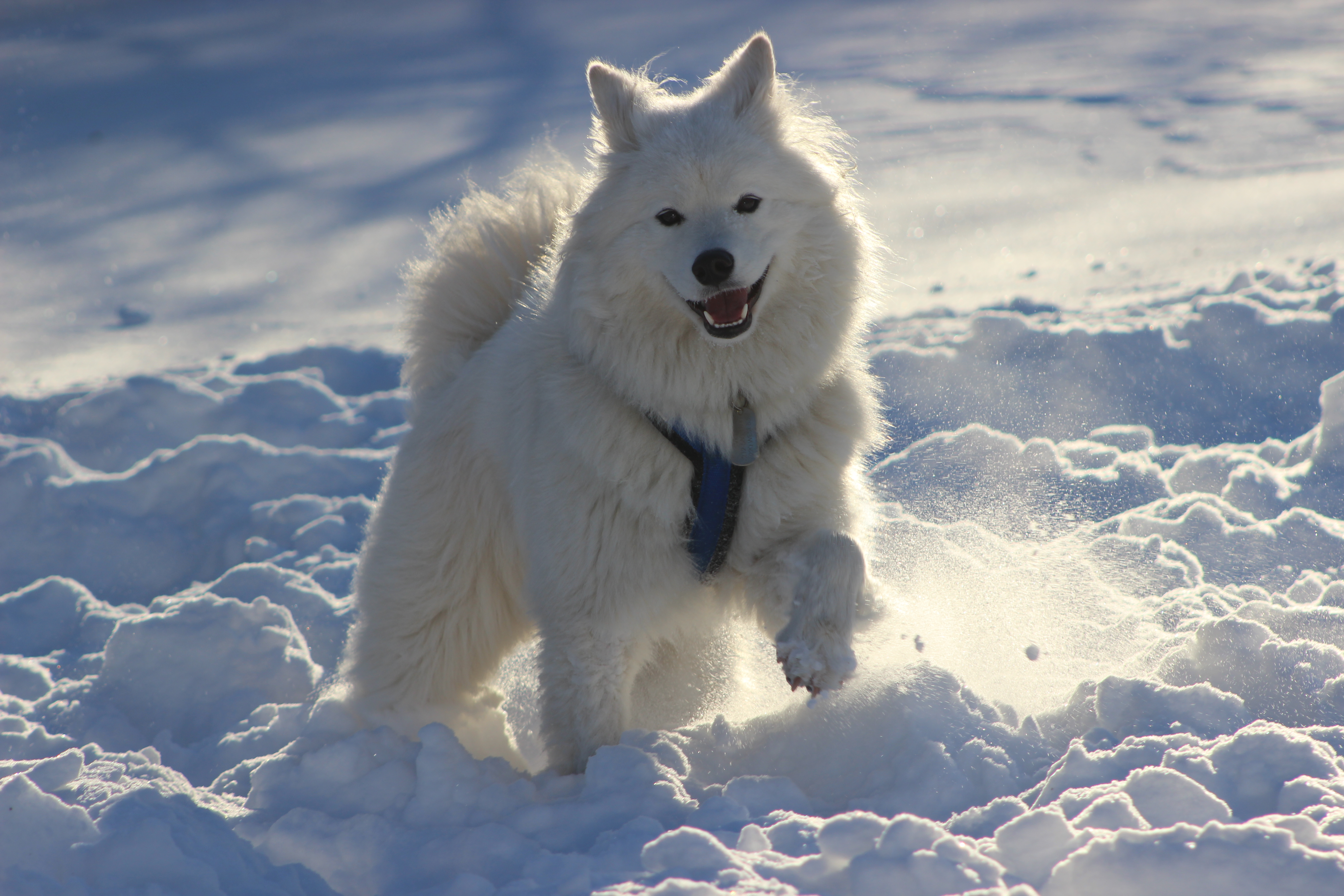
Un samoyède dans la neige.

Bien que le samoyède soit considéré comme une race relativement rustique de par ses caractéristiques morphologiques et l'étude de son génome, très proches du loup, le croisement consanguin d'individus dans le but de créer des lignées hypertypées aboutit souvent à la sélection concomitante d'anomalies génétiques. Ainsi, quelques prédispositions raciales sont bien connues chez le samoyède :
- la glomérulopathie familiale (déficience en collagène de type IV liée au chromosome X) pouvant mener à une insuffisance rénale chronique ;
- l'atrophie rétinienne progressive (liée au chromosome X) ;
- le diabète sucré ;
- la dysplasie de la hanche (mauvaise coaptation de l'articulation coxo-fémorale aboutissant à une arthrose) ;
- l'adénite sébacée (atteinte dermatologique).